# Пациент

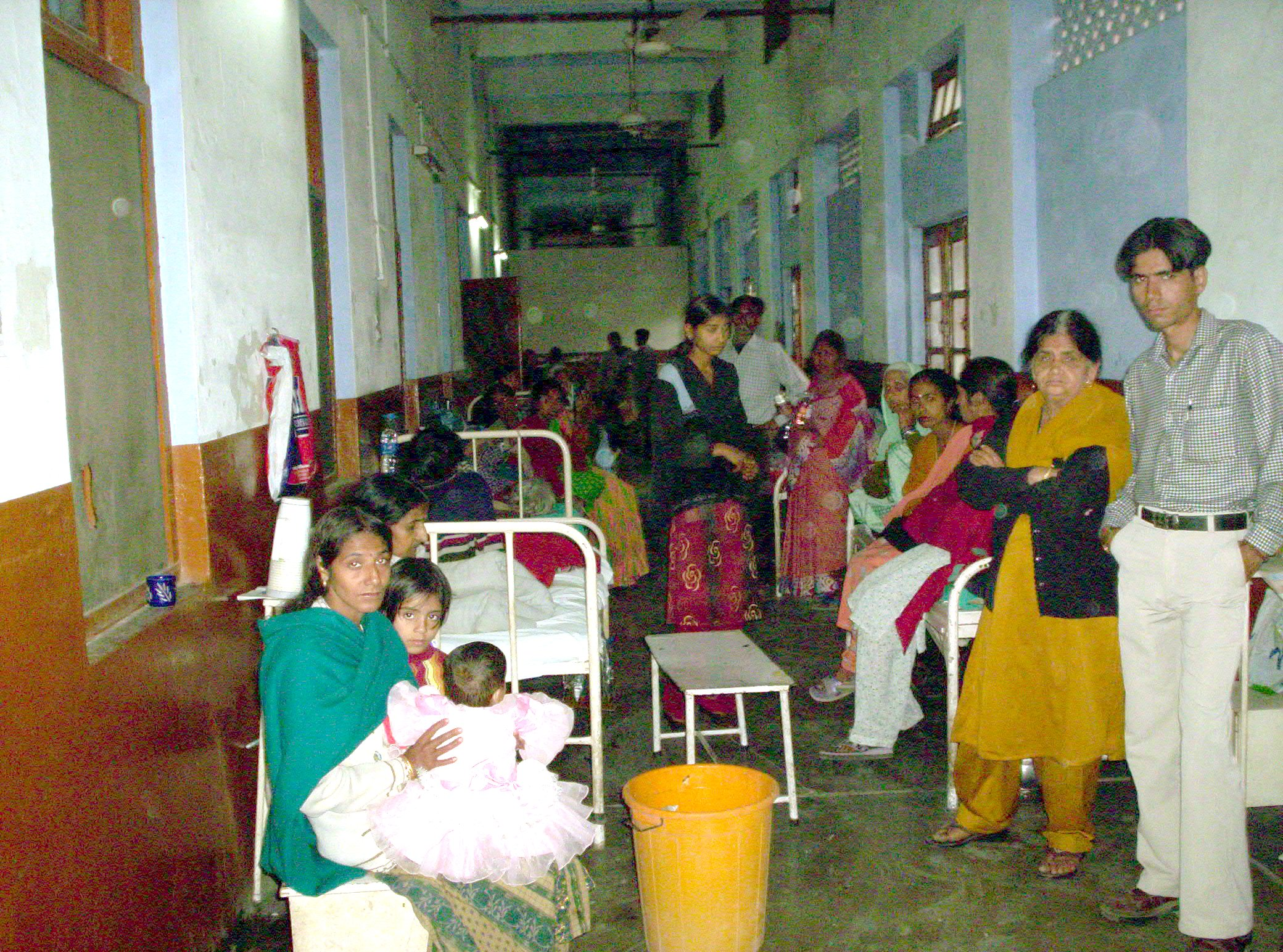
Из благотворительной больницы в индийских Гималаях.

Пацие́нт (лат. patiens — терпящий, страдающий) — человек или другое живое существо, получающий(-ее) медицинскую помощь, подвергающийся медицинскому наблюдению и/или лечению по поводу какого-либо заболевания, патологического состояния или иного нарушения здоровья и жизнедеятельности, а также пользующийся медицинскими услугами независимо от наличия у него заболевания.

## Права граждан в области охраны здоровья

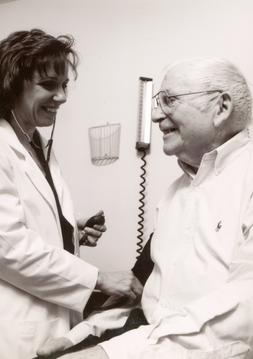
Измерение артериального давления у пациента

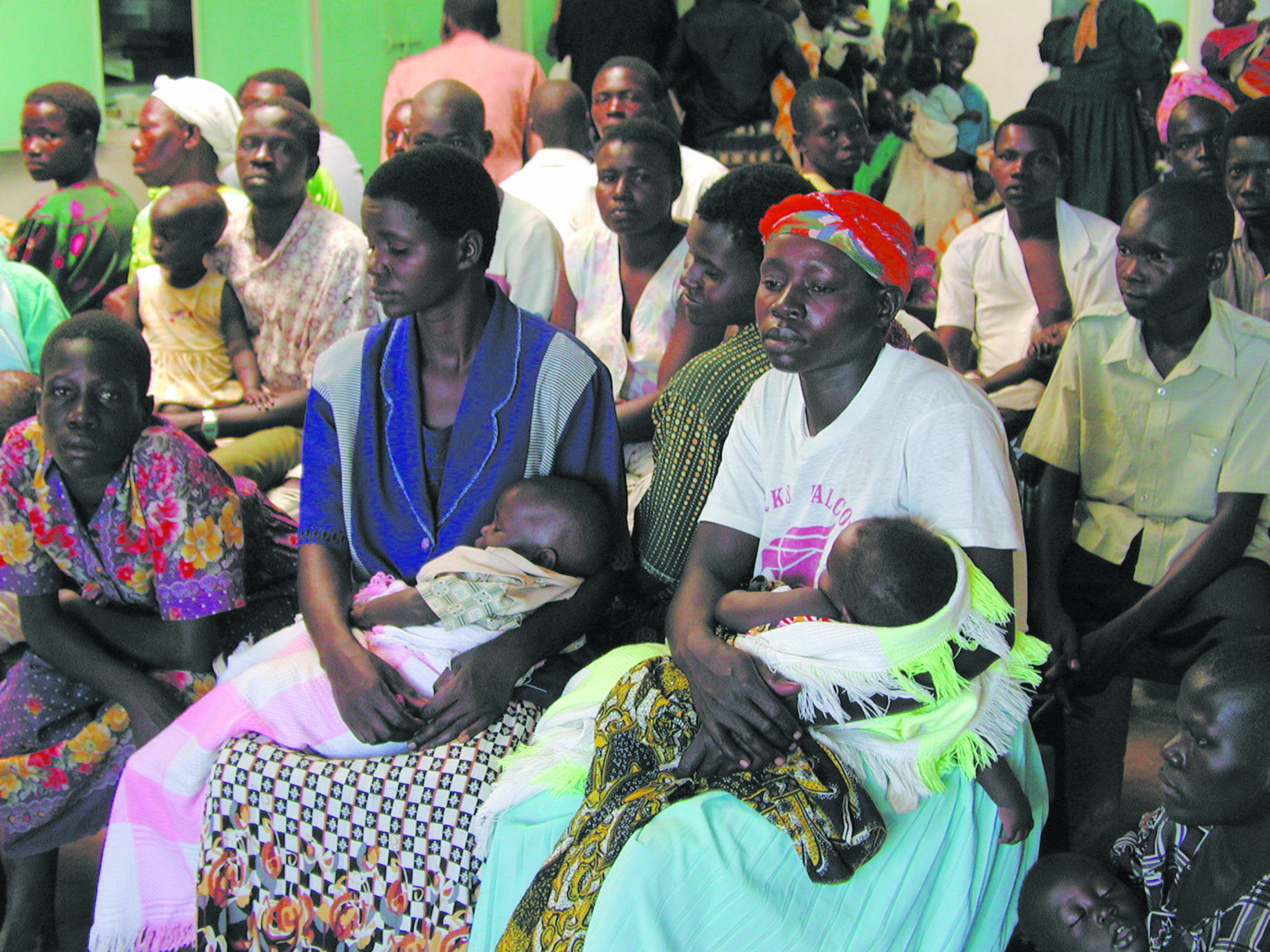
Пациенты, ожидающие в поликлинике Апак больницы в северном регионе Уганды. Большинство из них — мамы детей в возрасте до 5 лет с малярией.

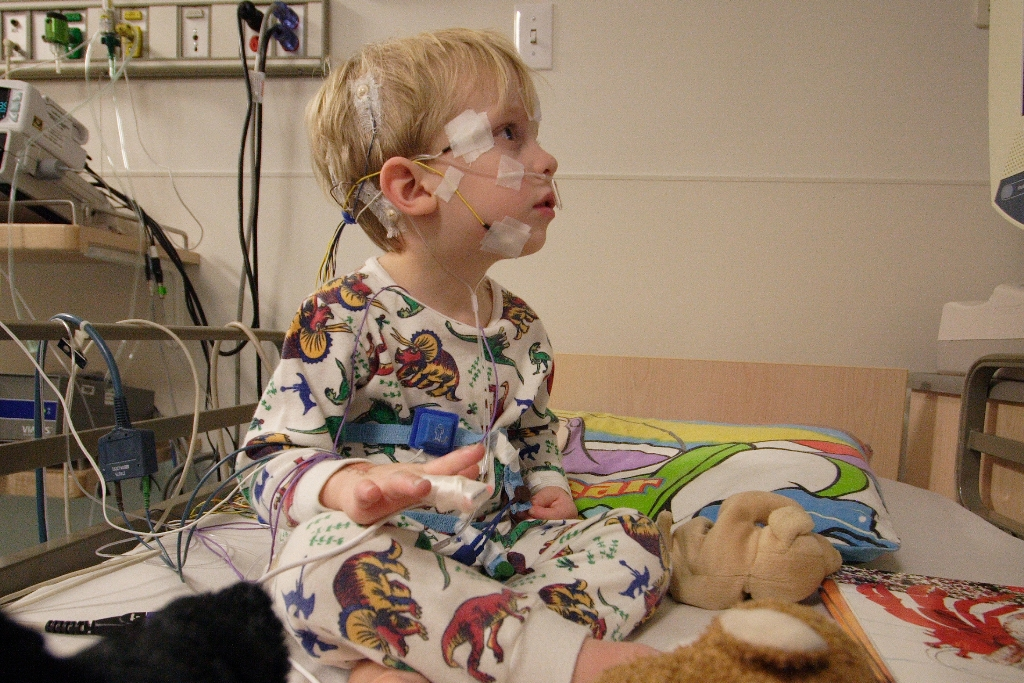
Педиатрический пациент, подготовленный к полисомнографии дыхательным терапевтом, Детская больница Сент-Луиса, Сент-Луис, Миссури, 2006.

- Право граждан на охрану здоровья и качественную медицинскую помощь
- Права пациента:
  - уважительное[1] и гуманное отношение со стороны медицинского и обслуживающего персонала;
  - выбор врача, в том числе семейного и лечащего врача, с учётом его согласия, а также выбор лечебно-профилактического учреждения в соответствии с договорами обязательного и добровольного медицинского страхования;
  - обследование, лечение и содержание в условиях, соответствующих санитарно-гигиеническим требованиям;
  - проведение по его просьбе консилиума и консультаций других специалистов;
  - облегчение боли, связанной с заболеванием, состоянием и (или) медицинским вмешательством, методами и лекарственными препаратами, в том числе наркотическими лекарственными препаратами;
  - сохранение в тайне информации о факте обращения за медицинской помощью, о состоянии здоровья, диагнозе и иных сведений, полученных при его обследовании и лечении;
  - информированное добровольное согласие на медицинское вмешательство;
  - отказ от медицинского вмешательства;
  - получение информации о своих правах и обязанностях и состоянии своего здоровья, а также на выбор лиц, которым, в интересах пациента может быть передана информация о состоянии его здоровья;
  - получение медицинских и иных услуг в рамках программ добровольного медицинского страхования;
  - возмещение ущерба в случае причинения вреда его здоровью при оказании медицинской помощи;
  - допуск к нему адвоката или иного законного представителя для защиты его прав;
  - допуск к нему священнослужителя, а в больничном учреждении на предоставление условий для отправления религиозных обрядов, в том числе на предоставление отдельного помещения, если это не нарушает внутренний распорядок больничного учреждения.
- Право на бесплатную медицинскую помощь в соответствии с Программой государственных гарантий;
- Право граждан на государственную систему обеспечения доступности лекарственных средств;
- Право граждан на выбор страховой медицинской организации;
- Право граждан на выбор лечебно-профилактического учреждения;
- Право граждан на выбор врача;
- Право граждан на проведение экспертизы;
- Право граждан на обжалование действий государственных органов и должностных лиц, ущемляющих права и свободы граждан в области охраны здоровья;
- Право граждан на возмещение ущерба в случае причинения вреда его здоровью при оказании медицинской помощи;
- Право женщин на планирование семьи и регулирование репродуктивной функции;
- Право граждан на отказ от патологоанатомического вскрытия;
- Право граждан на трансплантацию органов;
- Право граждан на охрану здоровья при распространении рекламы;
- Право на охрану здоровья граждан, страдающих психическими заболеваниями;
- Право на охрану здоровья граждан, страдающих ВИЧ-инфекцией;
- Права отдельных групп населения в области охраны здоровья (военнослужащих, беременных женщин, несовершеннолетних и иных групп)

## Обязанности пациента
- Предоставление лечащему врачу необходимой для медицинского вмешательства информации о состоянии своего здоровья и иных сведений, которые могут сказаться на качестве оказываемых медицинских услуг;
- Оплата платных медицинских услуг согласно установленному порядку;
- Соблюдение назначений и рекомендаций лечащего врача.

## Ответственность пациента
Неисполнение или ненадлежащее исполнение своих обязанностей пациентом, повлёкшее ухудшение качества оказанной медицинской услуги, соответственно снимает ответственность лечащего врача за качество медицинской помощи.

## Пациентские организации
Основной целью пациентских организаций является защита прав и законных интересов пациентов, осуществление благотворительной и иных видов деятельности, решение проблем лечения и профилактики заболеваний, социальной реабилитации больных и членов их семей. Сейчас в России зарегистрировано около 3 тысяч пациентских организаций, однако этическим кодексом Всероссийского союза пациентов руководствуются 15 организаций.